# Santa Elena de Jamuz
Santa Elena de Jamuz es un municipio y lugar español de la provincia de León, en la comunidad autónoma de Castilla y León. Cuenta con una población de 1015 habitantes (INE 2024).
Está regado por el río Jamuz. Su economía se basa en cultivos de legumbres, cereales, patatas, remolacha; ganado vacuno productor de leche y herrerías. Destacar la tradicional industria cerámica (alfarería tradicional) de Jiménez de Jamuz, y la hostelería (también en Jiménez de Jamuz).

## Demografía

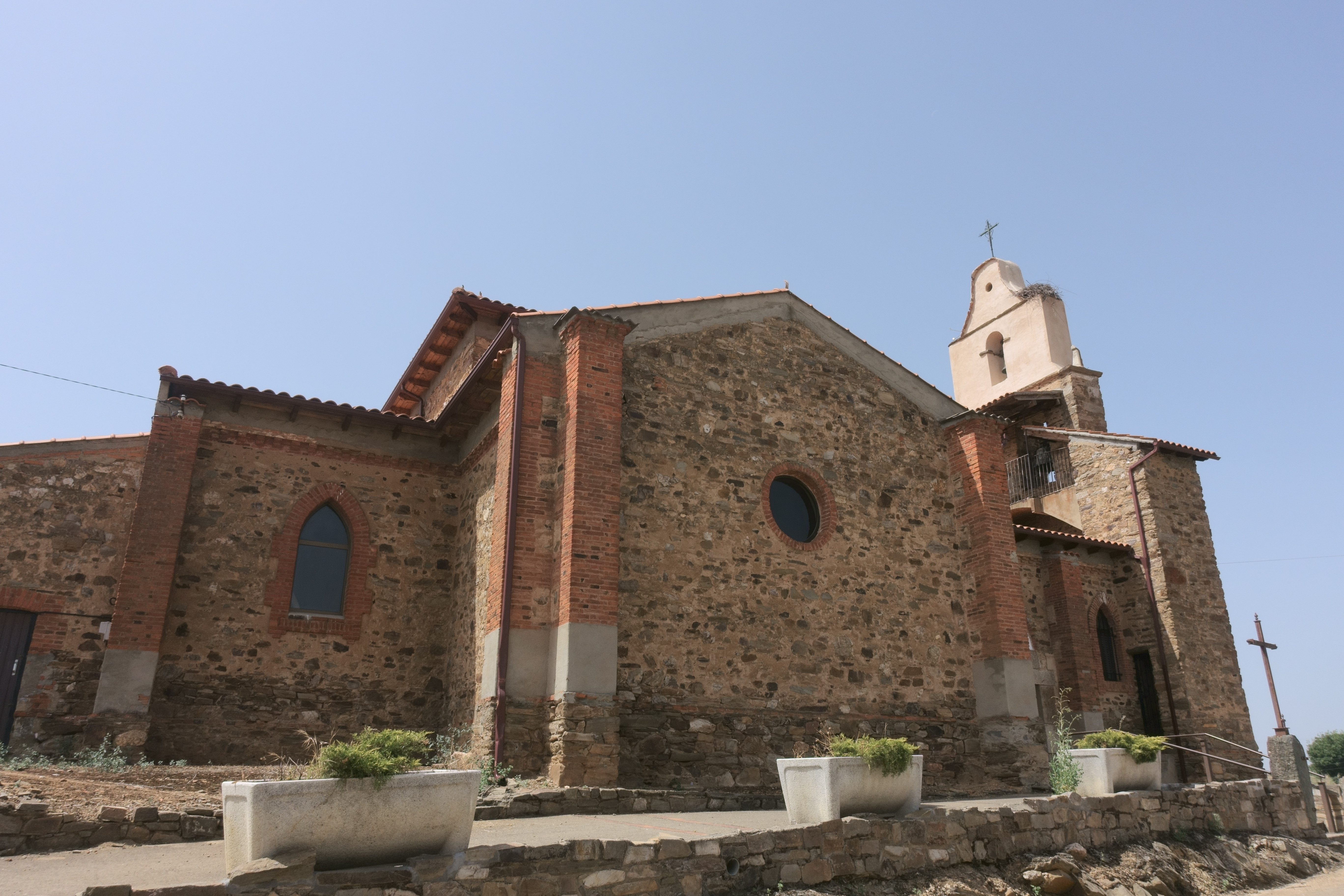
Iglesia de Santa Elena

Cuenta con una población de 1015 habitantes (INE 2024).
| Gráfica de evolución demográfica de Santa Elena de Jamuz entre 1842 y 2021 |
| |
| Población de derecho según los censos de población del INE. Población de hecho según los censos de población del INE. En 1857 disminuye el término del municipio porque independiza a Quintana del Marco. |